# Villelongue
Villelongue település Franciaországban, Hautes-Pyrénées megyében. Lakosainak száma 353 fő (2022. január 1.). Villelongue Beaucens, Cauterets, Chèze, Pierrefitte-Nestalas, Sers, Soulom és Viey községekkel határos.

## Népesség
A település népessége az elmúlt években az alábbi módon változott:
| Lakosok száma | 402  | 399  | 412  | 399  | 398  | 397  | 382  | 368  | 353  |
|               | 2013 | 2015 | 2016 | 2017 | 2018 | 2019 | 2020 | 2021 | 2022 |